# Dörverden
Dörverden är en kommun och ort i Landkreis Verden i förbundslandet Niedersachsen i Tyskland.